# Heavy metal

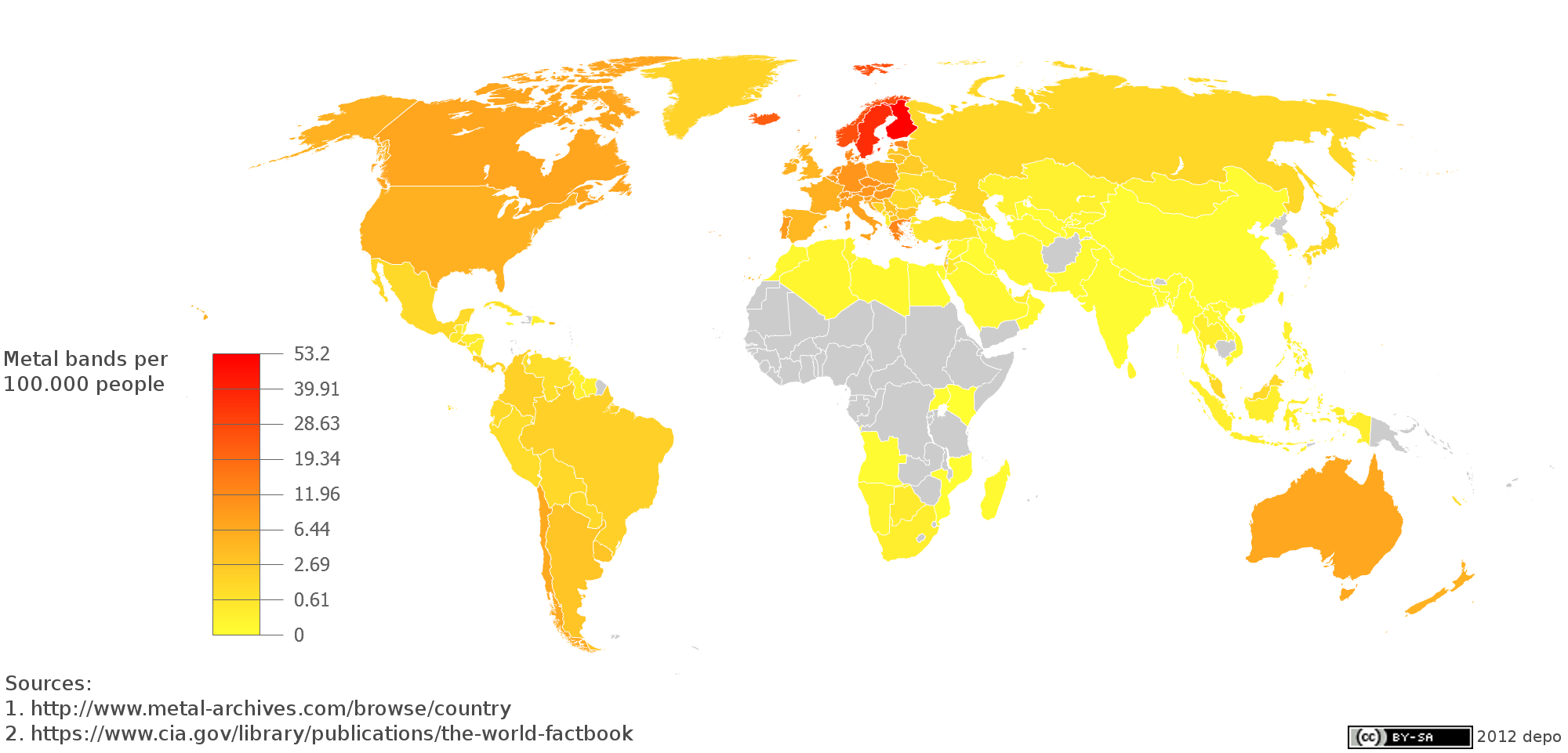
Gebaseerd op data afkomstig van Encyclopaedia Metallum bevonden in 2012 de meeste metalbands per 100.000 inwoners zich in Scandinavië.

Heavy metal of metal (in het Nederlands ook metalmuziek genoemd) is een muziekstroming die begin jaren zeventig van de 20e eeuw is ontstaan en voortkwam uit de hardrockmuziek. De populariteit van heavy metal taande aan het eind van de jaren zeventig tijdens de discojaren, maar in de jaren tachtig werd de stijl succesvoller dan tevoren. Het wordt gekenmerkt door agressieve ritmes, zwaar versterkte elektrische gitaren en duistere tonen. Black Sabbath wordt vaak als eerste heavymetalband aangewezen, hoewel Deep Purple feitelijk een jaar eerder al actief was. Die laatste was echter in de beginjaren eerder te classificeren onder de noemer hardrock. Andere bekende heavymetalbands zijn Venom, Iron Maiden, Saxon, Accept, Motörhead, Metallica en Judas Priest. Uit heavy metal kwamen uiteindelijk andere subgenres voort, zoals thrashmetal, deathmetal, powermetal, gothic metal, doommetal, sludgemetal, black metal en vele andere. Een fan van het metalgenre wordt soms een metalhead genoemd, soms ook headbanger.
In metal wordt soms gezongen over eigen of maatschappelijke problemen, soms over religie, en soms over fictionele of macabere onderwerpen.

## Etymologie
De term heavy metal werd al eeuwenlang gebruikt in de Engelse staalindustrie, maar in een muzikale context duikt het pas op in 1968, in de tekst van Born to Be Wild van Steppenwolf. Daarin wordt met "Heavy metal thunder" een motorfiets beschreven. Ronnie James Dio, die al vroeg begon met het zingen en spelen van hardere muziek, verwijst naar het nummer. Dio was tevens de tweede zanger van Black Sabbath, dat oorspronkelijk uit Birmingham komt, wat een groot aantal fabrieken had waar zware metalen werden verwerkt en waar ook de heavymetalband Judas Priest vandaan komt. Om onder het zware werk uit te komen ontstonden diverse bands die vooral harde muziek speelden en hoopten daarmee succes te bereiken (wat sommige ook lukte) zodat zij dit zware werk niet meer hoefden te doen. Deze bands speelden 'heavy metal'.
Als muzikaal stijlbegrip werd heavy metal voor het eerst gebruikt in 1968 door Sandy Pearlman in een plaatbespreking voor het blad Crawdaddy. Deze Pearlman zou in 1979 manager worden van Black Sabbath.
Een populaire uitleg is dat de term voor het eerst werd gebruikt om de muziek van Jimi Hendrix te karakteriseren: deze zou beschreven zijn als heavy metal falling from the sky (zwaar metaal dat uit de lucht komt vallen).

## Ontstaan
Het begin van heavy metal als een genre verschillend van rockmuziek is moeilijk te preciseren. Er was een geleidelijke overgang van rock in het midden van de jaren 1960 tot zogenaamde "acid rock" in de late jaren 1960, naar het begin van heavy metal in de late jaren 1960 en begin 1970. Acid rock, gespeeld door artiesten als Jimi Hendrix, werd zo genoemd omdat het werd beschouwd als een muzikale weergave van de ervaring van een lsd-trip. Acid rocksongs bevatten de gebruikelijke rockcomponenten – de elektrische gitaar, de basgitaar, drums en zang –, maar op een hardere, meer duistere manier. Heavy metal voerde toen deze muzikale elementen een stap verder, zonder de associatie met lsd-ervaringen. De meeste waarnemers zijn het erover eens dat metal is ontstaan rond 1969-1972, met groepen als Led Zeppelin, Deep Purple en Black Sabbath.
De heavymetalstijl breekt voor een groot publiek echt goed door als Iron Maiden in 1982 haar derde en succesvolste album uitbrengt: The Number of the Beast. NWOBHM bracht de doorbraakperiode voor veel Engelse heavymetalbands, waarvan Iron Maiden de meest succesvolle zou blijken. Ook het in de underground immens populaire en invloedrijke Venom maakt deel uit van deze stroming. Later was het de beurt aan Metallica, die een van de populairste heavymetalbands ooit werd. In navolging van Metallica groeiden Megadeth en Manowar uit tot de vaandeldragers van de metal in de jaren tachtig en negentig. Hoewel heavy metal in de Verenigde Staten en vooral in Groot-Brittannië is ontstaan, is het centrum grotendeels verschoven naar Noord-Europa. Vooral Noorwegen, Zweden en Finland, maar ook Duitsland en Nederland zijn belangrijk.

## Kenmerken
Heavy metal kenmerkt zich door snelheid, meer nog dan bij hardrock dat naast snelle nummers ook trage nummers kent. Een groot verschil tussen hardrock (zoals AC/DC) en heavy metal is de harmonie. In de hardrock wordt het powerakkoord veel gebruikt, maar dan vaak in een harmonische reeks. Ook zijn in hardrock-songs vaak elementen van blues terug te vinden, terwijl dat bij heavy metal veel minder het geval is. Heavy metal maakt naast de mineurtoonladder veel gebruik van de frygische toonladder en de chromatische toonladder en daarnaast dissonanten zoals de tritonus. Daarnaast zijn er vaker toonwisselingen. De intro van "Master of Puppets" van Metallica is een goed voorbeeld van een chromatische heavymetalriff.
Bij heavy metal ligt de nadruk op krachtige en snelle ritmes, die door alle muziekinstrumenten worden ondersteund. Vooral door toepassing van een dubbele bassdrum in het drumstel kan de drummer een hoog ritme halen in samenspel met de bassist. Dave Lombardo van Slayer is daar vooral om bekend. Vaak hebben bands twee sologitaristen die door snelle meerstemmige gitaarpartijen een klanktapijt creëren. In heavy metal hebben veel zangers een soort operastijl, zoals Bruce Dickinson van Iron Maiden, of een zangstijl die grunten heet, vrij vertaald 'grommen'. In dat laatste geval spreekt men wel van black metal, deathmetal en metalcore/deathcore.

## Thematiek
Volgens het onderzoek Metalheads: Heavy Metal Music and Adolescent Alienation (1996, Westview Press) van J.J. Arnett gaan heavymetalsongs vaak over geweld, angst, haat, protest en mythes, en zijn woede, verdriet en angst de overheersende emoties.
Heavy metalmuziek kent vaak dramatische en psychologische thema's zoals horror, mythologie, oorlog, religie en nihilisme, en ook thema's zoals persoonlijke ontplooiing en zelfverbetering. Heavy metal zet zich meestal af tegen de gevestigde orde, met name religie zoals openlijke aanbidding van satan, maar de meeste bands doen dat als 'image' en vaak als zelfspot van het genre. Veel heavymetalmuziek heeft een politieke boodschap, zoals bijvoorbeeld The Weapon They Fear van Heaven Shall Burn dat een eerbetoon is aan de in 1973 geëxecuteerde Chileense zanger Víctor Jara, Now You've Got Something To Die For van Lamb of God over de Irakoorlog, Clenching the Fists of Dissent van Machine Head over olie en de corruptie. For the Greater Good of God van Iron Maiden en In the Name of God van Dream Theater zijn voorbeelden van de stelling dat religie mensen aanzet tot geweld. Daarentegen zijn er ook white metalbands die het evangelie verkondigen. Bands als Iron Maiden, Metallica en Slayer hebben nummers die over voornamelijk de Eerste- of Tweede Wereldoorlog gaan, zoals Paschendale (Passendale) van Iron Maiden ("many soldiers eigtheen years, drown in blood..."), Angel of Death van Slayer over de gruwelpraktijken van Josef Mengele in Auschwitz en One van Metallica, over soldaten die zien hoe zij en hun maten afgeslacht worden ("landmine, has taken my sight, taken my speech, taken my hearing, taken my arms, taken my legs, taken my soul, left me with life in hell"), soms als eerbetoon aan de slachtoffers en/of de gesneuvelden in zo'n oorlog.
Ook op basis van de thematiek is er een onderscheid tussen heavy metal en hardrock. Zo vroeg het tijdschrift Classic Rock aan zanger en gitarist Dave Mustaine van Megadeth zijn zes lievelingsnummers van de Duitse hardrockband Scorpions te noemen. Die nummers hebben in sommige passages de intensiteit van metal. Bij het bestuderen van de lyrics van door hem genoemde nummers als The Zoo (uitgaan), Lovedrive (seks), Another Piece Of Meat (dating) en He's A Woman, She's A Man (verwijfde mannen, manwijven) wordt duidelijk dat ze toch beter bij hardrock passen, dan bij metal.

## Bekende bands
Bekende bands die exemplarisch zijn voor de heavy metal: Accept, Angel Witch, Anvil, Black Sabbath, Exodus, Helloween, Iron Maiden, Judas Priest, Lamb of God, Manowar, Megadeth, Metal Church, Metallica, Motörhead, Nightwish, Pantera, Saxon en Slayer.

## Opleiding
In Eindhoven is in het najaar van 2013 een mbo-opleiding heavy metal gestart, de Metal Factory in Dynamo (een organisatie op het gebied van heavy metal). De driejarige opleiding bevat zowel muzikale aspecten zoals subgenres en stijlgebonden speltechnieken, als organisatorische aspecten zoals management, het opzetten van een tournee en het regelen van merchandise.

## Uiterlijk
Sinds begin jaren tachtig dragen metalliefhebbers veelal strakke spijkerbroeken, sportschoenen en bandshirts, en tegenwoordig ook leder en gewoon casual. Zo komen zwarte bandshirts met bandlogo vaak voor alsook lederen (motor)jassen, (mouwloze) spijkerjacks met patches en buttons, spikes of leren bandjes met studs die rond de armen, benen of nek worden gedragen. Het dragen van legerkisten komt ook veel voor. Metalheads hadden doorgaans lang, loshangend haar, wat vroeger ervoor doorging om een standpunt in te nemen. Tegenwoordig zijn er steeds meer liefhebbers en artiesten met een kort kapsel (Bruce Dickinson, James Hetfield, Corey Taylor). Ook het kaal worden draagt hier aan bij. In verschillende genres wordt er met al dan niet afschrikwekkende make-up gewerkt, met name in de black metal. Ook shockrockers Alice Cooper, Lizzy Borden en Marilyn Manson maken gebruik van make-up, net als vele glam metalbands zoals Poison, Mötley Crüe, KISS, Twisted Sister en L.A. Guns.

## Trivia
- Sinds april 2010 werd hardrock, heavy metal en punk door Amerikaanse elitetroepen in Afghanistan gebruikt als psychologisch wapen tegen de Taliban. De muziek van onder andere Metallica, Deicide en The Offspring was hard in de wijde omgeving te horen om de Taliban te irriteren en op te jutten. De inwoners in de omgeving van Marjah, in de provincie Helmand, klaagden over de harde muziek. De Amerikanen hoopten dat de inwoners van Marjah zich tegen de Taliban zouden keren.[5][6] Muziek van Metallica werd al eerder gebruikt om gevangenen in Irak te martelen.